# Mankat al-Hatab
Mankat al-Hatab (arab. منكت الحطب) – wieś w Syrii, w muhafazie Dara. W 2004 roku liczyła 988 mieszkańców.